# Мыс Доброй Надежды
Мыс До́брой Наде́жды (африк. Kaap die Goeie Hoop, англ. Cape of Good Hope) — мыс на Капском полуострове южнее Кейптауна, ЮАР.
Он не является самой южной точкой Африки, так как самая южная точка континента — мыс Игольный, который располагается восточнее в 155 км от мыса Доброй Надежды. Но береговая линия Африканского континента непосредственно здесь впервые поворачивает на восток, открывая проход из Атлантического океана в сторону Индийского. Мыс Доброй Надежды является самой крайней юго-западной точкой Африки, что подтверждает и надпись с точными координатами, установленная на площадке перед мысом. Капский полуостров, достигнув в этом месте своей самой южной точки, далее загибается чуть к северу и обрывается в океан высоким и крутым скалистым мысом — Кейп-Пойнт, координаты которого дают его положение на 45 метров (1,5") севернее мыса Доброй Надежды, хотя именно на Кейп-Пойнте установлен маяк под названием «Мыс Доброй Надежды». Отсюда возникает известное недоразумение, легко объяснимое при обзоре на местности, где видно, что суда «огибают» именно Кейп-Пойнт, за которым открывается бухта Фолс-Бэй, куда заходит тёплое течение из Индийского океана. По этой причине температура воды на восточном берегу Капского полуострова всегда на несколько градусов выше, чем на его западном побережье, омываемом водами холодного Бенгельского течения из Антарктики.

## История

### Экспедиция финикийцев
В 1827 году английский путешественник Джордж Томпсон опубликовал книгу под названием «Путешествия и приключения в Южной Африке» (англ. Travels and Adventures in South Africa). В книге он упоминает, что близ местечка Кейп-Флэтс, ныне являющегося районом Кейптауна, расположенного на берегу бухты Фолс, незадолго до его приезда были обнаружены части обшивки какого-то древнего судна «со следами металлической субстанции в сильно разъеденном состоянии», предположительно, гвоздей. Плотник, присутствовавший при осмотре, утверждал, что древесина была кедровая (ливанский кедр широко применялся древними судостроителями). Томпсон предположил, что это останки парусника, потерпевшего крушение в ходе экспедиции финикийцев вокруг Африки, предпринятой около 600 года до н. э. по приказу египетского фараона Нехо II. О находке надолго забыли, но через 30 лет в тех же местах местный чиновник сообщил в письме губернатору провинции о том, что на побережье обнаружили полуистлевшую кедровую доску длиной 70 футов (21 м). Уже в XX веке обломки древнего корабля изучал известный учёный Раймонд Дарт. Он установил, что длина парусника могла достигать 170 футов (52 м), что вполне согласуется с имеющимися данными о судостроении у финикийцев. В конце XX века в районе Клануильяма были обнаружены наскальные рисунки, изображающие корабли. Они были нанесены острым предметом на прибрежные скалы в нескольких местах на побережье. Часть изображений могут быть интерпретированы как корабли финикийцев. Определённое затруднение представляет тот факт, что племена кой-коин появились на мысе лишь в V веке, то есть через тысячу лет после экспедиции финикийцев. Однако, Геродот в своей «Истории» сообщает, что финикийцы в ходе экспедиции приставали к берегу, обрабатывали землю, дожидались жатвы, собирали урожай и двигались дальше. Таким образом, следы их присутствия могли быть настолько значительными, что сохранились на продолжительное время, либо во время их пребывания на мысе были заметны далеко от побережья.

### Путешествия Евдокса
Впервые попытался совершить кругосветное путешествие в рамках африканского континента мореплаватель Евдокс Кизикский (130 г. до н. э.-?). Попытка была принята после того, когда Евдокс возвращался со своей второй экспедиции из Индии, ветер забросил его судно к восточному берегу Африки, где он обнаружил обломки корабля. Из рассказов местного населения он сделал выводы, что корабль приплыл из Гадеса (сейчас этот город называется Кадис, Испания), а именно, что плыл он против часовой стрелки вокруг Африки, мимо мыса и вошёл в Индийский океан. Это побудило его повторить путешествие и совершить кругосветное плавание на континенте. Организовав экспедицию за свой счёт, он отплыл из Гадеса и начал плыть по восточному побережью Африки. Однако трудности были слишком велики, и ему пришлось вернуться в Европу.
После этой неудачи, Евдокс вновь отправился в кругосветное путешествие по Африке. Его дальнейшая судьба неизвестна, но некоторые, такие как Плиний, утверждали, что Евдокс действительно достиг своей цели. Однако наиболее вероятный вывод состоит в том, что он погиб в своём путешествии.

### Фра Мауро и его карта

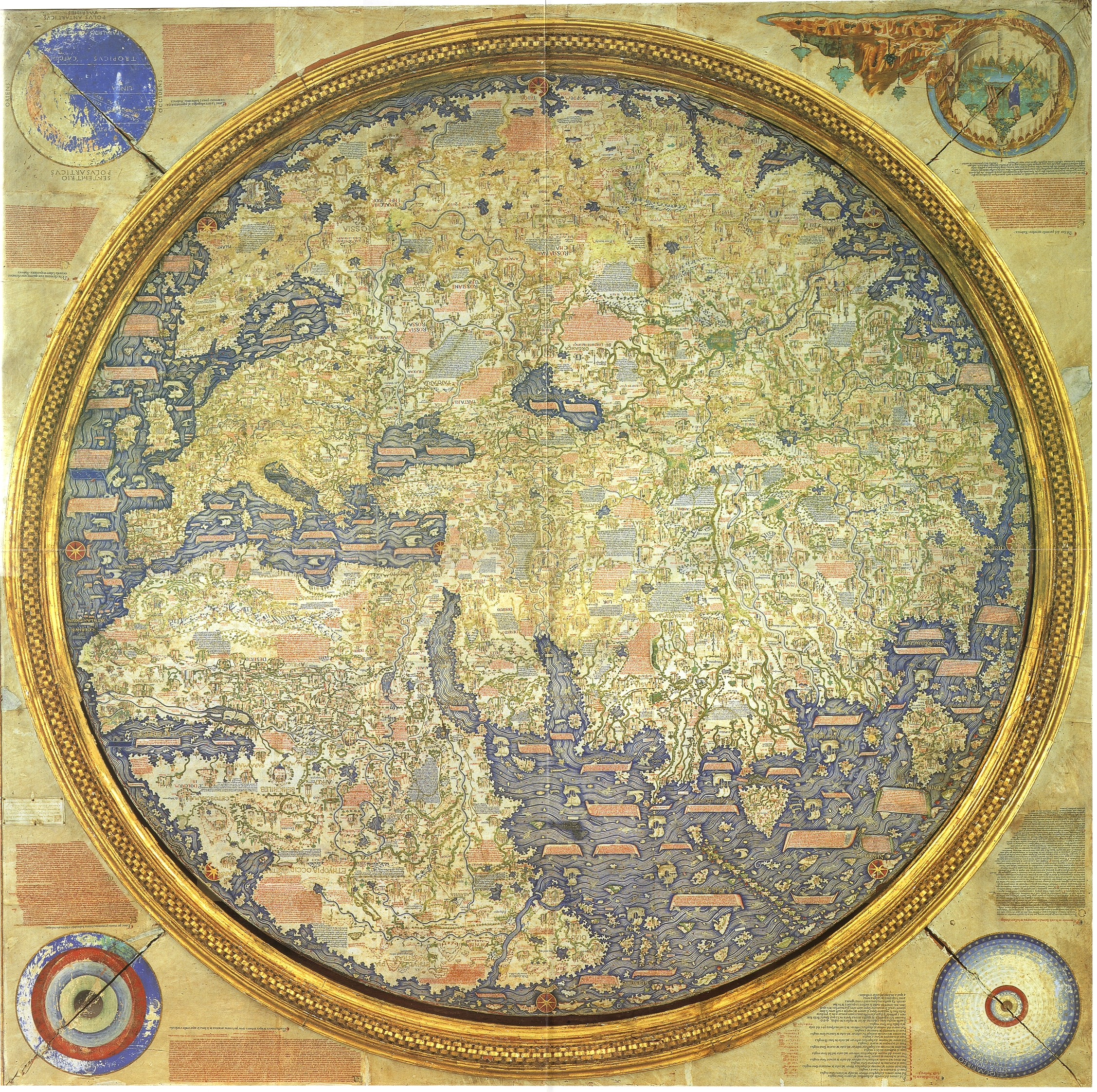
Карта Фра Мауро (перевёрнутая)

На карте Фра Мауро 1450 года — Индийский океан изображён как связанный с Атлантическим. Он поместил надпись на южной оконечности Африки, которую назвал «Мыс Диаб», описав при этом исследования корабля, плавающего в Индийском океане близ восточного побережья Африки:

«Около 1420 года корабль из Индии пересек Индийское море в сторону острова мужчин и женщин, у мыса Диаб, между зелеными островами и тенями. Он плыл в течение 40 дней в юго-западном направлении, не находя ничего, кроме ветра и воды. По словам членов экипажа, корабль проплыл около 2000 миль вперед и удача покинула их. Когда шторм утих, они вернулись к мысу Диаб в течение семидесяти дней.»

«Корабли, называемые „джонки“, перемещаются по этим морям, несут четыре мачты или более, некоторые из которых могут быть подняты или опущены, и у них есть 40-60 кают для торговцев и только один румпель. Они могут перемещаться без компаса, потому что у них есть астролог, который с астролябом в руке даёт приказы штурману.» (Текст из карты Фра Мауро)

Фра Мауро объяснил, что получил информацию из «надёжного источника», который путешествовал с экспедицией. Возможно, что это был венецианский купец Никколо де Конти, который оказался в Каликуте (Индия) в то время, когда экспедиция ушла:

«Более того, я разговаривал с человеком, заслуживающим доверия, он говорит, что плыл на индийском корабле, пойманном яростной бурей, которая продолжалась 40 дней в Индийском море, к юго-западу от мыса Софала и зелёных островов; и согласно астрологам, которые выступают в качестве их проводников, они проплыли почти 2000 миль. Таким образом, можно верить и подтверждать то, что сказано и теми, и теми, и то, что они проплыли 4000 миль.»

Фра Мауро также отмечает, что рассказ об этой экспедиции, а также история о путешествии Евдокса Кизикского, заставили его поверить в то, что Индийский океан не является закрытым морем и что Африка может быть обойдена её южным концом.
Эти знания, а также картографическое изображение африканского континента, вероятно, побудили португальцев приложить усилия с целью оплыть континент и найти морской путь к Индийскому океану.

### Экспедиция Бартоломеу Диаша

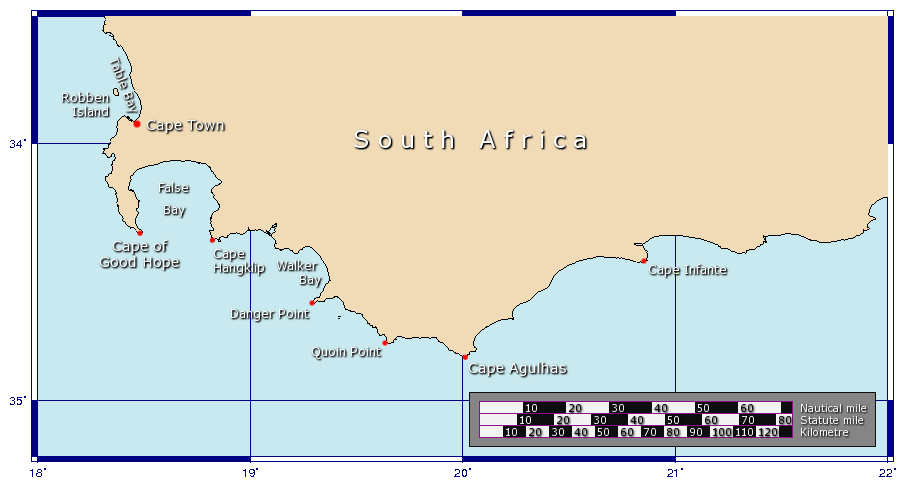
На карте изображён мыс Доброй Надежды (Cape of Good Hope) и Игольный мыс (Cape Agulhas), который является самой южной точкой Африки.

В 1488 году мыс Доброй Надежды был открыт для европейцев португальским мореплавателем Бартоломеу Диашем и назван мысом Бурь. Экспедиции Бартоломеу Диаша была поставлена задача — найти морской путь в Индию вокруг Африки. До Индии Диаш не дошёл, но стал первым европейцем, который обогнул Африку с юга. Косвенно ему в этом помогли страшные бури, несколько дней трепавшие его корабли. Когда бури стихли, потерявший ориентацию Диаш направился на север, и 3 февраля 1488 уткнулся в побережье, которое «поворачивало» на северо-восток. Так был открыт путь в Индийский океан. Диаш был вынужден уступить требованиям взбунтовавшейся команды, и не пошёл дальше. На обратном пути он увидел выступающий в море мыс, который назвал для себя мысом Бурь, ибо в этом месте постоянно свирепствовали жестокие штормы. Однако португальский король Жуан II переименовал мыс, оправданно надеясь на то, что теперь откроется морской путь в Индию.

### Экспедиция Васко да Гамы
В 1497 году Васко да Гама, обогнув мыс Доброй Надежды, проложил морской путь до индийского побережья. Таким образом, «Добрая Надежда» короля Жуана оправдалась, и за мысом на века закрепилось его знаменитое имя.

### Прибытие на мыс Яна ван Рибека
Когда первые голландцы прибыли на мыс в 1652 году, там уже жили люди, называющие себя «кой-коин». Предположительно, кой-коин поселились там около полутора тысяч лет назад. Голландцы прозвали их словом «готтентоты», которое теперь расценивается как уничижительное.
6 апреля 1652 года голландский колониальный администратор Ян ван Рибек основал поселение в Столовой бухте (это около 50-ти километров к северу от мыса), которое обеспечивало проплывающие мимо корабли свежими продуктами, а также оказывало медицинскую помощь. В конечном итоге это поселение переросло в город Кейптаун, который даже сейчас иногда называют «Таверна морей».

### Появление на мысе гугенотов
31 декабря 1687 года на мыс Доброй Надежды, из Нидерландов, прибыли гугеноты (так называют французских протестантов). Предыстория состоит в том, что из-за религиозных преследований во Франции, они были вынуждены бежать в соседние, более толерантные страны, в числе которых были и Нидерланды. Голландская Ост-Индия нуждалась в умелых фермерах на мысе Доброй Надежды, и правительство Нидерландов увидело возможности в том, чтобы расселить на мысе гугенотов, поэтому отправило их туда. В течение следующих 150-ти лет Капская колония росла до тех пор, пока не протянулась на сотни километров в сторону севера и северо-запада.

### Дальнейшая судьба мыса
Во время наполеоновских войн Голландия была оккупирована французами в 1795 году. Таким образом, Капская колония стала вассалом Франции и врагом англичан, поэтому в том же году Великобритания вторглась в колонию и оккупировала её. Британцы откажутся от территории в 1803 году, но затем 19 января 1806 года вновь вернутся и оккупируют её. Голландцы уступят территорию англичанам в англо-голландском договоре 1814 года. И только в 1910 году Капская колония (как и мыс Доброй Надежды, соответственно) будет включена в состав независимого Союза Южной Африки (ЮАР, на сегодняшние дни).

## География

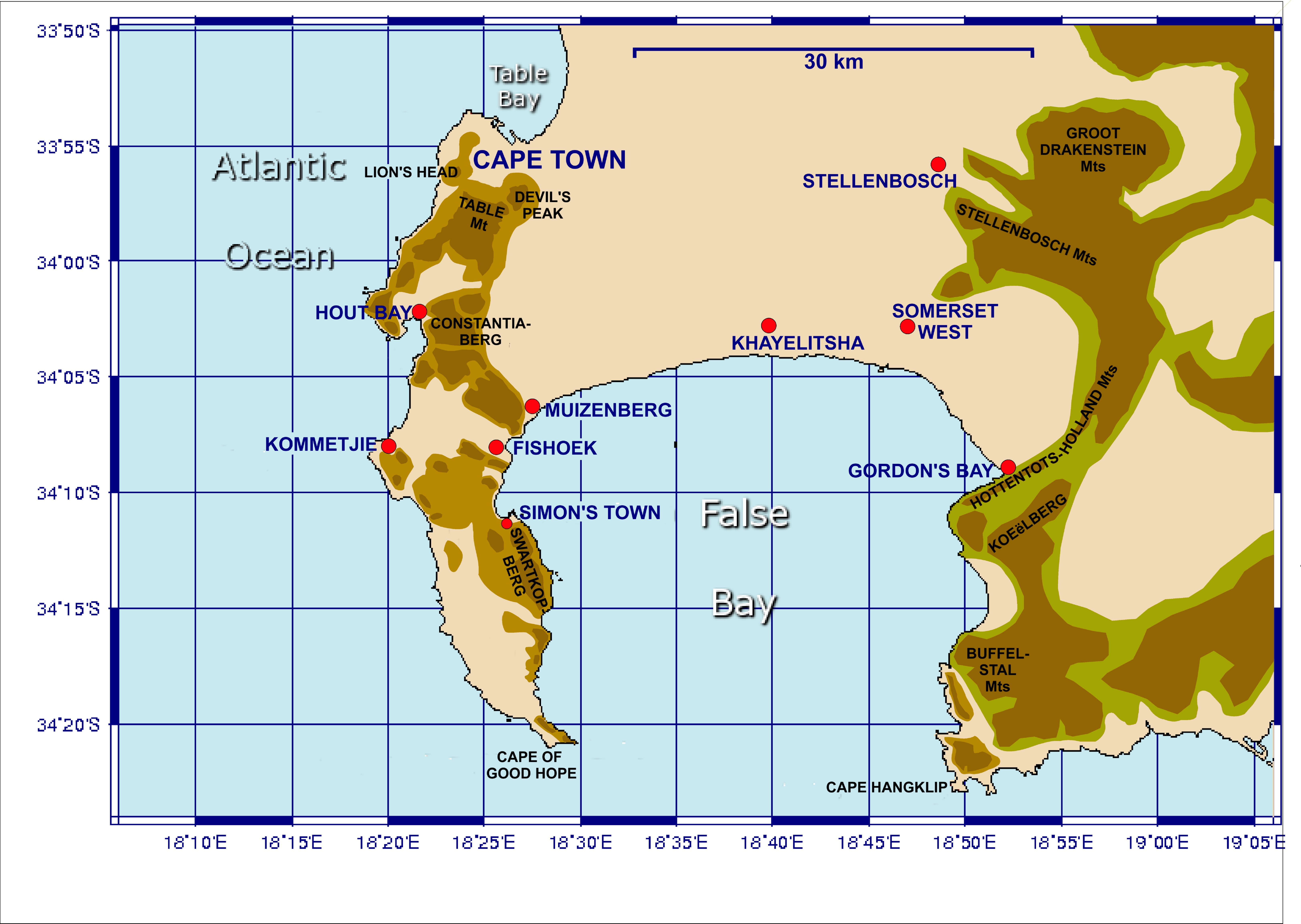
Карта с изображением полуострова Кейп, иллюстрирующая положение мыса Доброй Надежды (Cape of Good Hope). Так же можно увидеть Столовую гору (Table Mt) и город Кейптаун (Cape Town).

Мыс Доброй Надежды находится на южной оконечности Капского полуострова, это примерно 2,3 километра к юго-западу от мыса Кейп-Пойнт. К северу, в 50-ти километрах от мыса находится город Кейптаун. Капский полуостров также образует западную границу Ложного залива.
Геологически, породы песчаника, из которых состоят мыс Доброй Надежды, мыс Кейп-Пойнт и Столовая гора — являются одинаковыми.